# پوغوس آفیان
پوغوس پتروسی آفِیان (ارمنی: Պողոս Պետրոսի Աֆեյան; زاده ۳۰ آوریل ۱۹۲۴ در پلوودیو - درگذشته ۱۸ فوریه ۱۹۶۹) یک خواننده ارمنی‌تبار اهل بلغارستان بود. وی فعالیت خویش را در گروه کر اپرای مردمی صوفیه آغاز نمود. اپراهای آیدا اثر جوزپه وردی و کارمن اثرا ژرژ بیزه را اجرا نمود. بین سال‌های ۱۹۶۵ تا ۱۹۶۶ میلادی مدیر ارشد تالار اپرای ایروان بوده‌است.

## جستارهای ویژه
- فهرست خوانندگان ارمنی